# ただいま、ラジオ。
『ただいま、ラジオ。』は、NBCラジオ佐賀で、2018年4月5日から2021年9月30日まで放送されていたラジオ番組。放送時間は毎週木曜・金曜9:00 - 11:50。

## 概要
2018年3月まで放送された『ここ・らじ』の後継番組ではあるが、当番組は放送曜日が短縮され、木曜日と金曜日のみ放送される体制となった。月曜から水曜までは長崎から『あさかラ!』を同時ネットしている。
2021年9月30日で終了。

## パーソナリティ

### 終了時
木曜
- よしのがり牟田
- 穂高ゆう

金曜
2020年4月 - 
- SATORU（FREAK）
- 原直子（トキヲイキル）

### 過去
- 德丸英器
- 青木理奈
- ヒーマン（木曜） - 2021年7月死去。